# Ekapa curvipes
Genre
Espèce
Synonymes
- Hermacha curvipes Purcell, 1902
- Hermacha nigra Tucker, 1917

Ekapa curvipes, unique représentant du genre Ekapa, est une espèce d'araignées mygalomorphes de la famille des Entypesidae.

## Distribution
Cette espèce est endémique du Cap-Occidental en Afrique du Sud,. Elle se rencontre vers la péninsule du Cap.

## Description
Le mâle holotype mesure 17 mm.
La femelle décrite par Tucker en 1917 mesure 17,5 mm.
Le mâle décrit par Ríos-Tamayo, Lyle et Sole en 2023 mesure 14,74 mm et la femelle 17,61 mm.

## Systématique et taxinomie
Cette espèce a été décrite sous le protonyme Hermacha curvipes par Purcell en 1902. Elle est placée dans le genre Ekapa par Ríos-Tamayo, Lyle et Sole en 2023.
Hermacha nigra a été placée en synonymie par Ríos-Tamayo, Lyle et Sole en 2023.

## Publications originales
- Purcell, 1902 : « New South African trap-door spiders of the family Ctenizidae in the collection of the South African Museum. » Transactions of the South African Philosophical Society, vol. 11, p. 348-382 (texte intégral).
- Ríos-Tamayo, Lyle & Sole, 2023 : « Ekapa, a new genus of mygalomorph spiders (Araneae, Entypesidae) from South Africa. » African Invertebrates, vol. 64, no 1, p. 1-12 (texte intégral).